# Micha Hancock
Micha Hancock (ur. 10 listopada 1992 w McAlester) – amerykańska siatkarka, reprezentantka Stanów Zjednoczonych, grająca na pozycji rozgrywającej. 
19 grudnia 2014 w Oklahoma City - Amerykańskie Stowarzyszenie Trenerów Siatkówki (AVCA) ogłosiło, że starsza rozgrywająca Micha Hancock ze Stanowego Uniwersytetu Pennsylvania została wybrana na Gracza Roku 2014 AVCA (2014 AVCA Division I). Nagroda została wręczona po południu na bankiecie AVCA All-America/Players of the Year w ramach Dorocznej Konwencji AVCA w 2014 roku. Micha Hancock grając w Penn State University była nagradzana wieloma wyróżnieniami m.in. nagrodą AVCA DI National Player of the Week.

## Przebieg kariery
| Lata                                 | Klub                                   |
| ------------------------------------ | -------------------------------------- |
| 2011–2014                            | Pennsylvania State University          |
| 2015 (od 16.01.2015) (do 09.03.2015) | Prosecco Doc-Imoco Conegliano          |
| 2015                                 | Indias de Mayagüez                     |
| 2015–2016                            | Tauron MKS Dąbrowa Górnicza            |
| 2016–2017                            | Impel Wrocław                          |
| 2017–2019                            | Saugella Monza                         |
| 2019–2022                            | Igor Gorgonzola Novara                 |
| 2022–2023                            | Megabox Ondulati Del Savio Vallefoglia |
| 2023–2024                            | Trasporti Pesanti Casalmaggiore        |

## Sukcesy klubowe
Liga uniwersytecka - NCAA:
- 2013, 2014

Liga portorykańska:
- 2015

Puchar Challenge:
- 2019

Liga włoska:
- 2021

## Sukcesy reprezentacyjne
Letnie Igrzyska Olimpijskie Młodzieży:
- 2010

Puchar Panamerykański:
- 2017, 2019
- 2016

Liga Narodów:
- 2018, 2021

Igrzyska Olimpijskie:
- 2020
- 2024[6]

Mistrzostwa Ameryki Północnej, Środkowej i Karaibów:
- 2023[7]

## Nagrody indywidualne
- 2016: Najlepsza zagrywająca Pucharu Panamerykańskiego
- 2017: MVP, najlepsza rozgrywająca i zagrywająca Pucharu Panamerykańskiego
- 2019: MVP i najlepsza rozgrywająca Pucharu Panamerykańskiego